# زنده (ترانه بلک آید پیز)
«زنده» ترانه‌ای از بلک آید پیز است.